# Крошин (агрогородок)
Кро́шин (бел. Кро́шын) — агрогородок в Барановичском районе Брестской области Беларуси. Административный центр Крошинского сельсовета.

## География
Агрогородок находится в 17 км от Барановичей, в 2 км от автодороги Барановичи — Минск. Расположен на правом берегу реки Щары.
К югу от агрогородка берёт начало река Лужанка, правый приток реки Щары.

## Этимология
Ойконим Крошин означает «населённый пункт, основанный или принадлежащий Кроше». Кроша — вероятное прозвище человека, отличавшегося мелким и хрупким телосложением.

## История

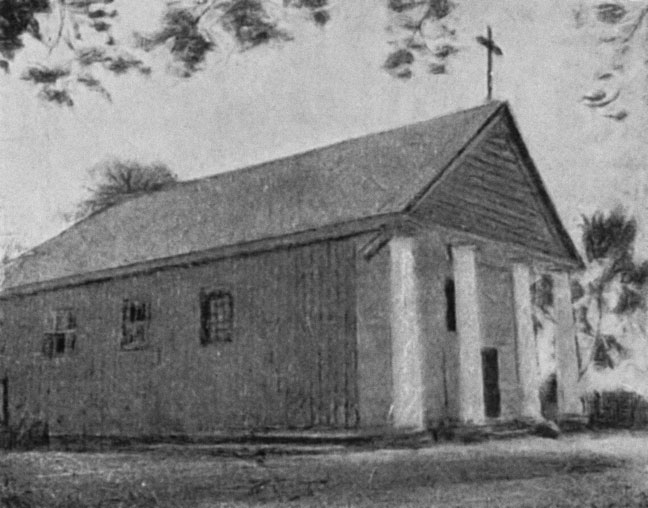
Церковь Божьего тела. Крошин, 1914 год

Известен с 1442 года как имение князей Крошинских, построен костёл. В «Скарбовой книге» 1502—1509 гг. упоминается про князя Ивана Крошинского:
«Индикт 5 (1502 год). Как господар король его милость был въ Слониме, едучы с Кракова о светом Петре, ино тогды были гонцы в короля его милости от царя Заволского. Царев гонец на имя Магмет от царя принес кречета; ино того гонца отпустил его милость в Менску с князем Крошынским…».
«Индикт семый у Вильни etc по светом Станиславе в пятницу (6 октября 1503 года). Как отправляли в посольстве до орды Заволское князя Ивана Крошынского, тогды послано от короля его милости царю Заволскому Шыг-Ахмату тридевять даров…»
С 1499 года собственность Киевского воеводы князя Д. Путятича, с 1570 года — Валовичей, с конца XVI века — Радзивиллов. В 1512 году упоминается как городок. В 1580 году — 39 домов. В центре городка находилась торговая площадь, на которой раз в неделю происходил торг, работала мельница и корчма, 4 ремесленника.
После Второго раздела Речи Посполитой в 1793 году Крошин в составе Российской империи, городок Столовичского владения Новогрудского района. В 1818 году построен новый деревянный костёл. С 1822 года — имение Гедройцев-Юрага, а с 1843 года — Завадских. В 1828 году здесь произошёл бунт крестьян против крепостного права.
В 1886 году в городке было 77 дворов, 637 жителей, костёл, синагога.
В 1888 году открыта церковно-приходская школа. Согласно переписи 1897 года в городке было 95 дворов, 1030 жителей, костёл, синагога, 2 лавки, корчма, раз в год происходила ярмарка.
В 1900 году действовало народное училище, которым руководил Ярослав Якимович. В 1909 году в городке и имении было 158 дворов, 1406 жителей. В 1907 году в народном училище работал учителем Александр Сивко.
С 1921 года в составе Польши, в Столовицкой гмине Барановичского района Новогрудской области, 79 домов, 411 жителей. Возле городка находилась господская усадьба: 1 дом, 20 жителей. В 1920-х в городке построили костёл, где сохраняется выкованная Багрымом жирандоль (фигурный потолочный подсвечник).

### Современная история
С 1939 года в БССР, 763 жителей.
С 12 октября 1940 года — центр сельсовета, в Городищенском районе Барановичской, с 8 января 1954 года — Брестской области, с 25 декабря 1962 года — в Барановичском районе.
Во время Великой Отечественной войны с конца июня 1941 года по 8 июля 1943 года населённый пункт был оккупирован фашистами, убиты два человека и разрушено 65 домов. На фронтах войны погибло 4 сельчан. Согласно переписи 1959 года — 314, 1970 года — 450 жителей.
В 1972 году — 156 дворов, 456 жителей, работали клуб, комбинат бытового обслуживания, библиотека, ясли-сад, фельдшер-акушерский пункт, отделение связи, столовая, магазин.
В 1998 году — 192 двора, 697 жителей, исполком сельсовета, ремонтно-механическая мастерская, ветеринарный участок, дом быта, клуб, библиотека, отделение связи, фельдшер-акушерская точка, ясли-сад, магазин, средняя школа (музей Павлюка Багрима с 1985 года).
В 2008 году деревня Крошин преобразована в агрогородок.

## Население
В населённом пункте проживают 699 жителей, 292 хозяйства (на 1 января 2023 года).
| Численность населения (по переписи) | Численность населения (по переписи) | Численность населения (по переписи) | Численность населения (по переписи) | Численность населения (по переписи) | Численность населения (по переписи) | Численность населения (по переписи) | Численность населения (по переписи) | Численность населения (по переписи) |
| 1897                                | 1909                                | 1921                                | 1939                                | 1959                                | 1970                                | 1999                                | 2009                                | 2019                                |
| ----------------------------------- | ----------------------------------- | ----------------------------------- | ----------------------------------- | ----------------------------------- | ----------------------------------- | ----------------------------------- | ----------------------------------- | ----------------------------------- |
| 1030                                | ↗1406                               | ↘411                                | ↗763                                | ↘314                                | ↗450                                | ↗724                                | ↗730                                | ↘650                                |

## Инфраструктура
- Крошинский краеведческий музей — улица Мацковского, 42[1].
- Детская школа искусств
- Крошинский детский сад — улица Набережная, 5[1].
- Крошинская библиотека — улица Багрима, 18[1].
- Крошинская амбулатория — улица Багрима, 17[1].
- Сельский Дом культуры и детская музыкальная школа — улица Советская, 3[1].
- Отделение почтовой связи — улица Ленина, 8А[1].

## Культура
- Дом культуры
- Краеведческий музей ГУО «Крошинская средняя школа»
- Музей народного творчества и ремёсел имени Павлюка Багрима ГУО «Крошинская средняя школа»

## Достопримечательность
- Свято-Пантелеимоновская церковь (2000) — улица Ленина, 2[1].
- Римско-католическая церковь Божьего Тела. Построена в 1920-е из кирпича. — улица Багрима, 22[1].
- Приусадебный парк при бывшей усадьбе Святополк-Завадских
- Братская могила советских воинов в сквере. Похоронены 36 советских воинов (15 известны и 21 неизвестны), павших в 1941 и 1944 годах в боях с немецко-фашистскими захватчиками. В 1957 году на могиле установлен памятник — скульптура воина.
- Могила Багрима Павлюка
- Могила Мацковского Абрама. Герой Социалистического Труда[10].

### Памятник, скульптура
- Памятник В. И. Ленину. Около Дома культуры
- Мемориальный камень Игнату Домейко
- Мемориальный камень на месте кузницы Багрима Павлюка

### Утраченное наследие
- Костёл Божьего Тела (XIX в.)
- Дворец Святополк-Завадских (XIX в.)

## Галерея

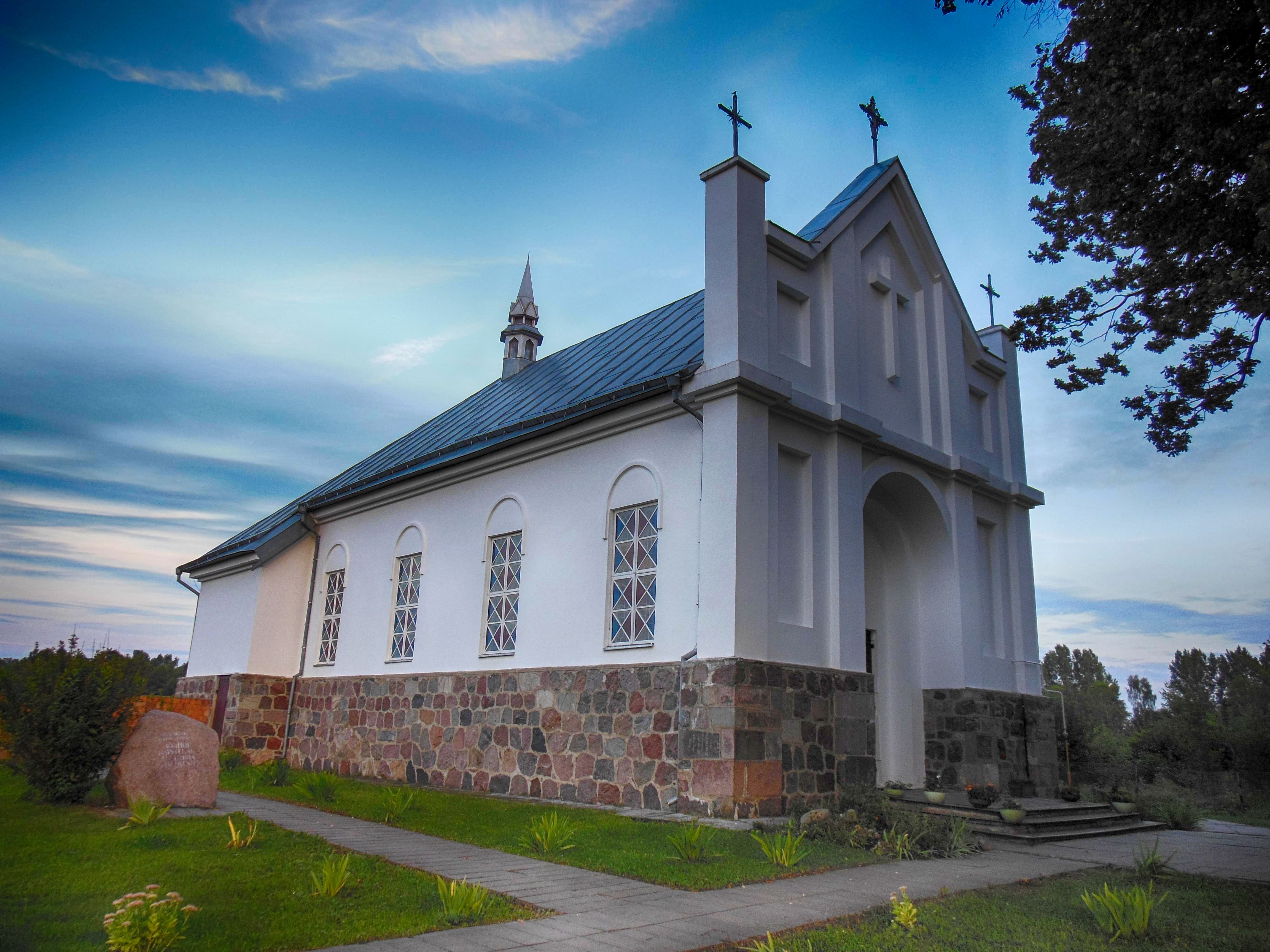
Римско-католическая церковь
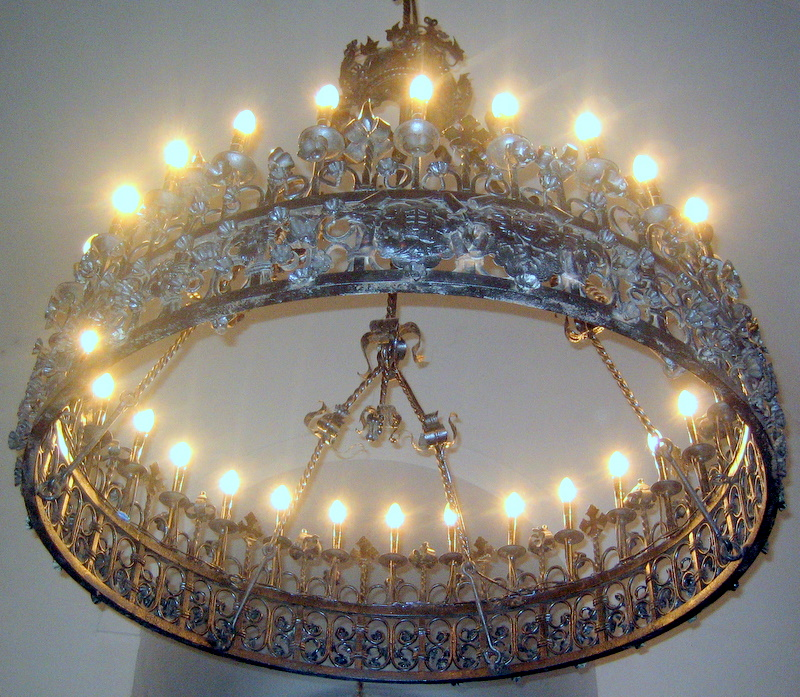
Люстра работы П. Багрима в Римско-католической церкви
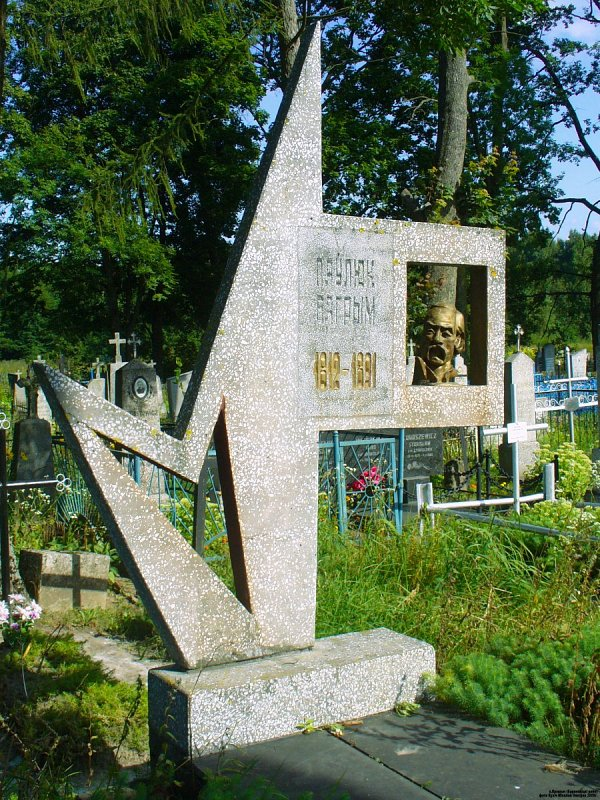
Могила Павлюка Багрима (2009)
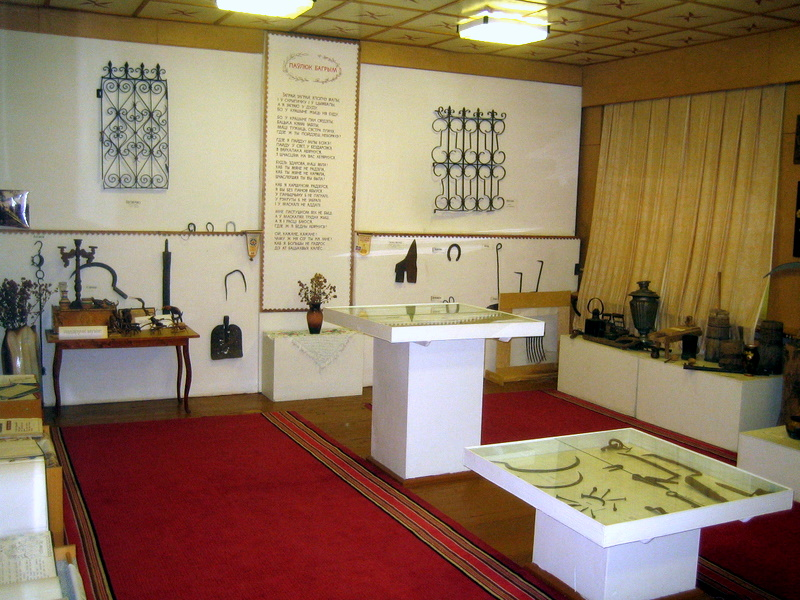
Музей народного творчества и ремёсел имени Павлюка Багрима
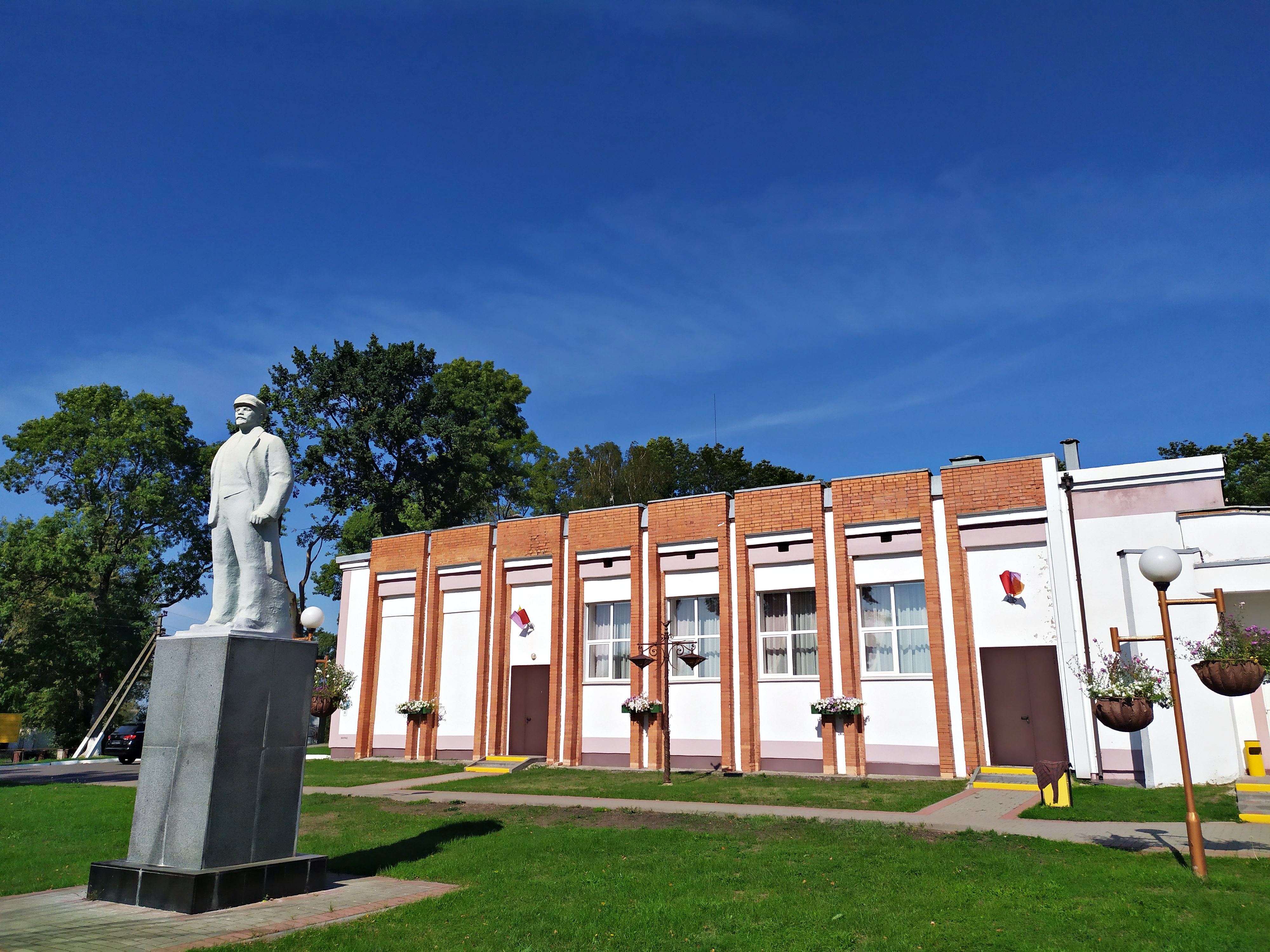
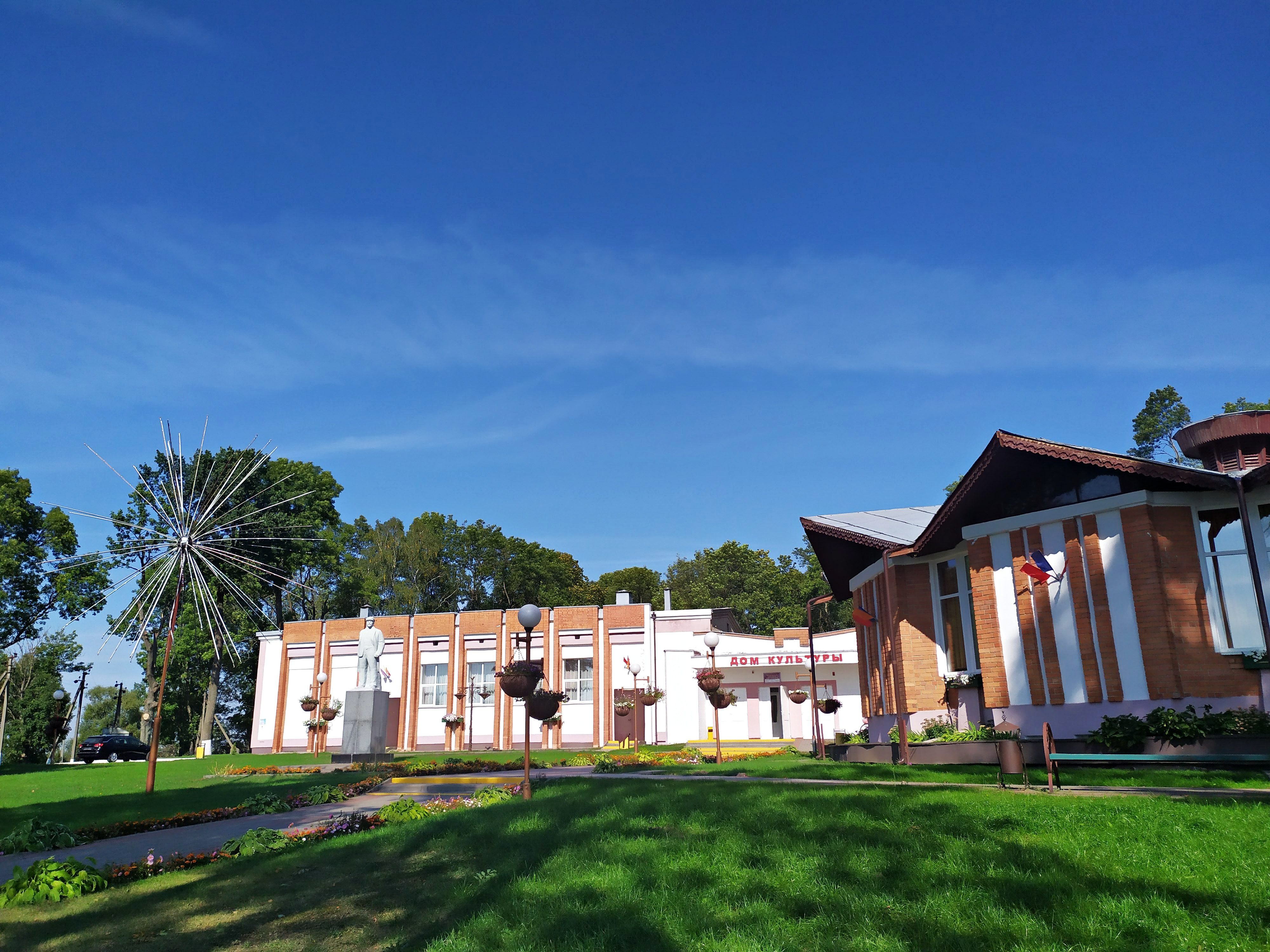
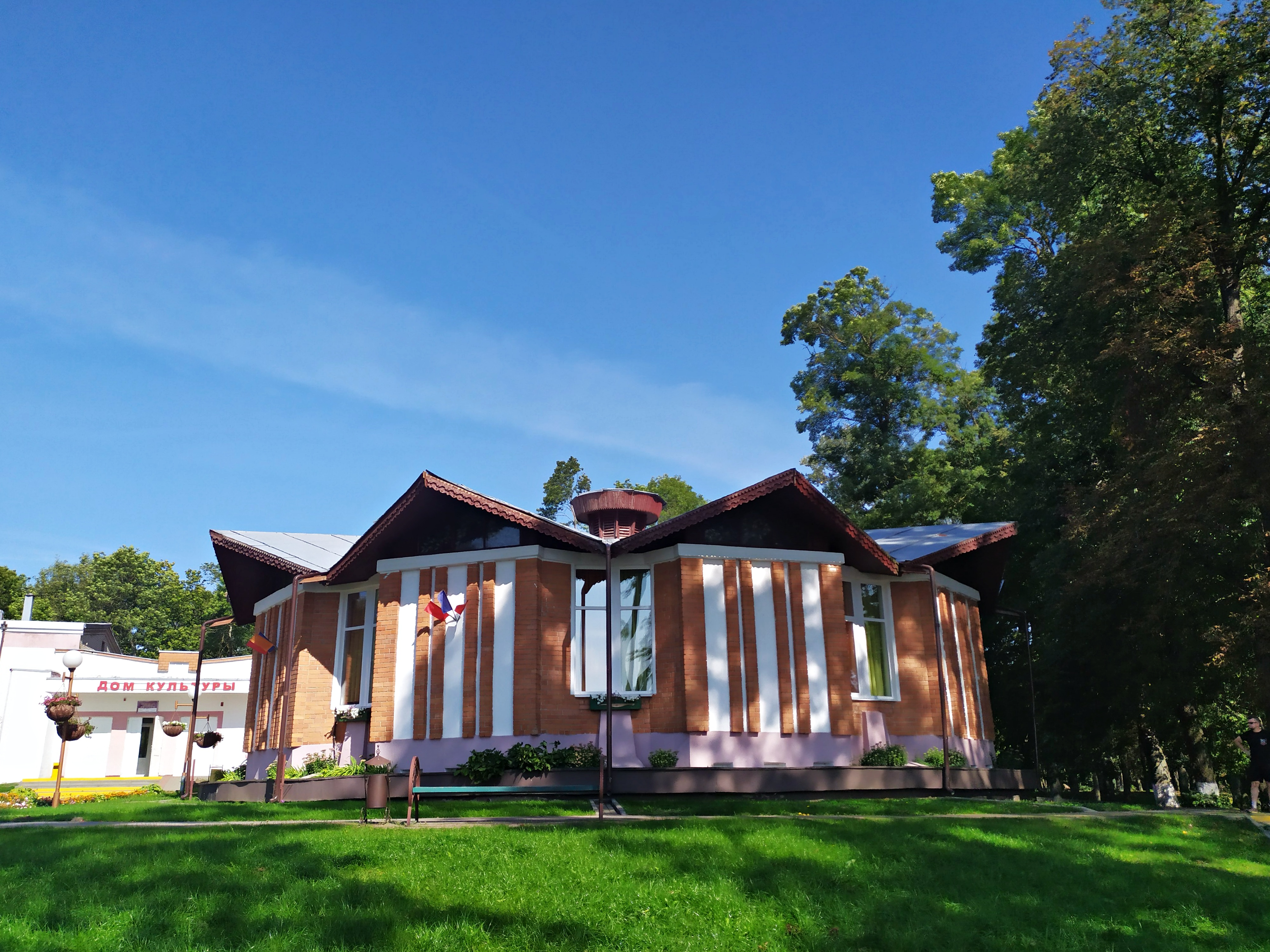
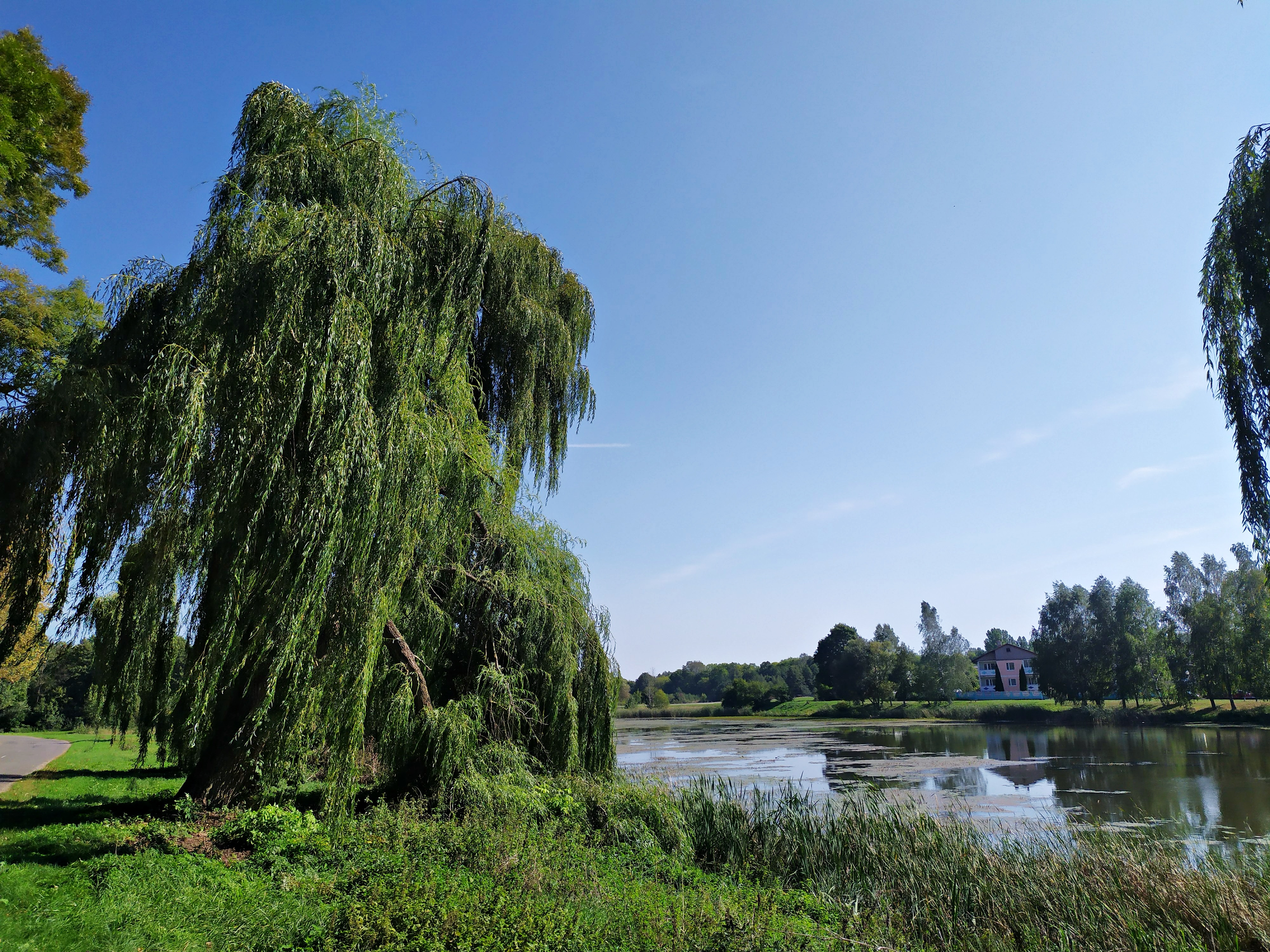
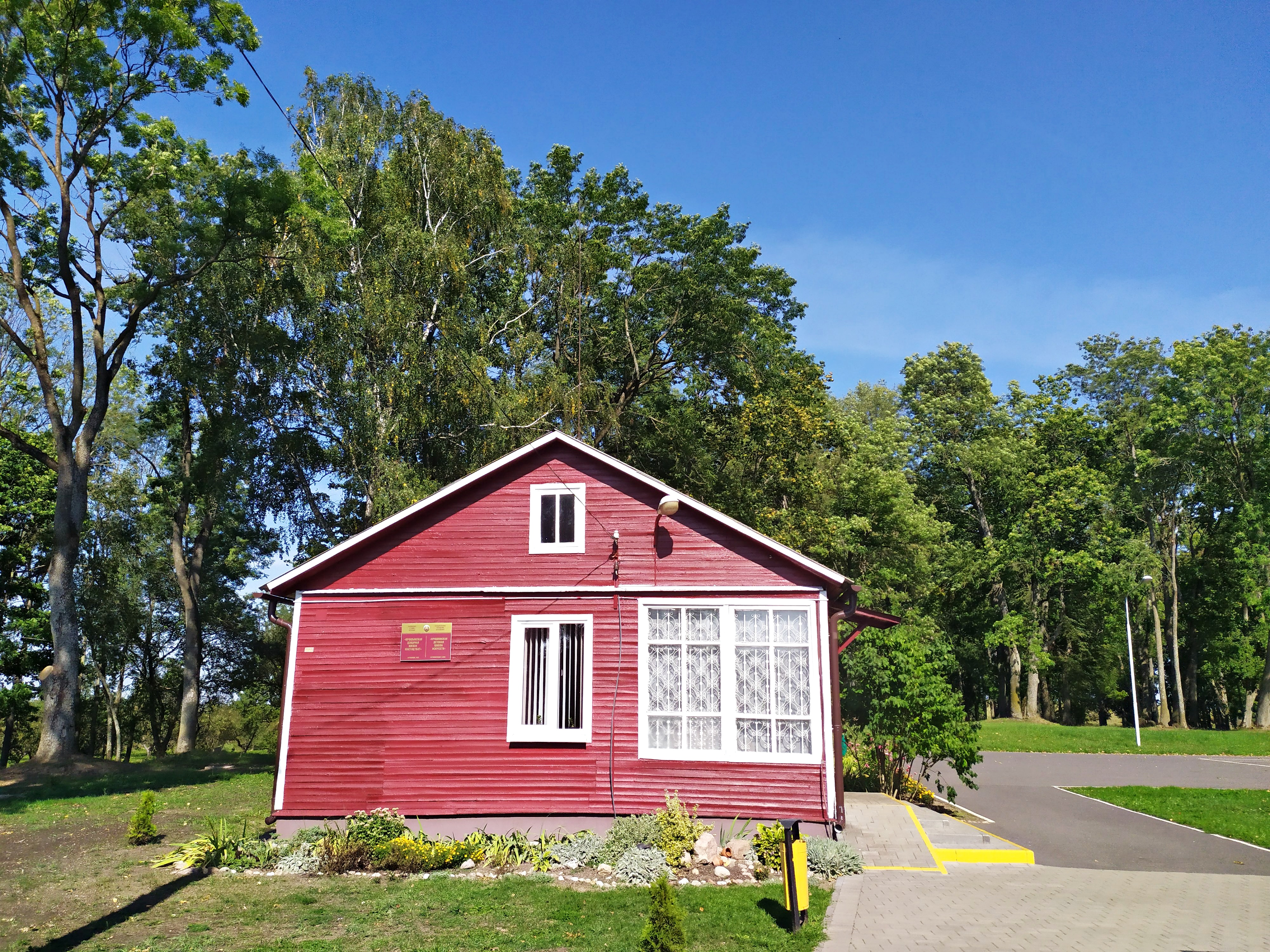
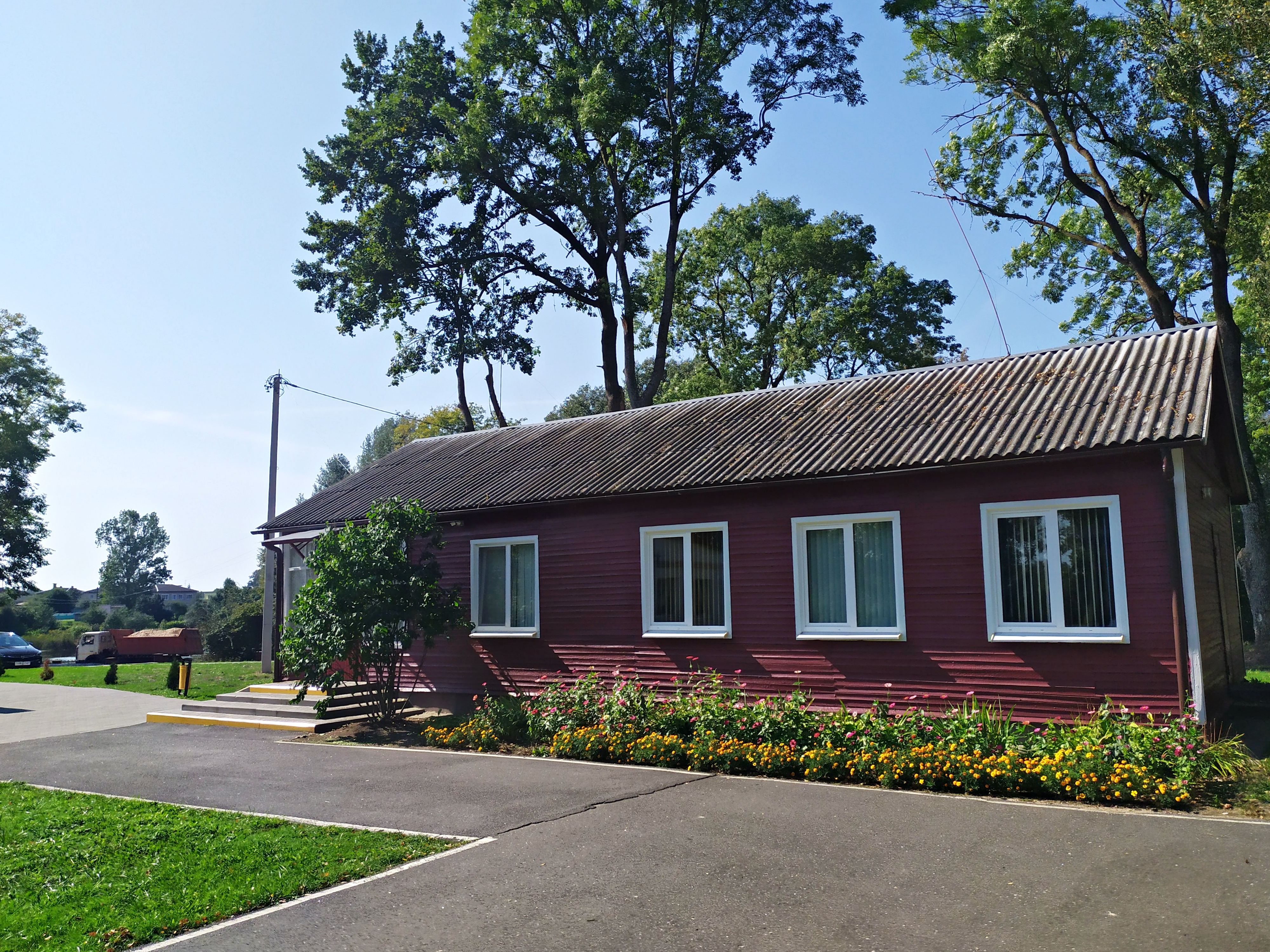
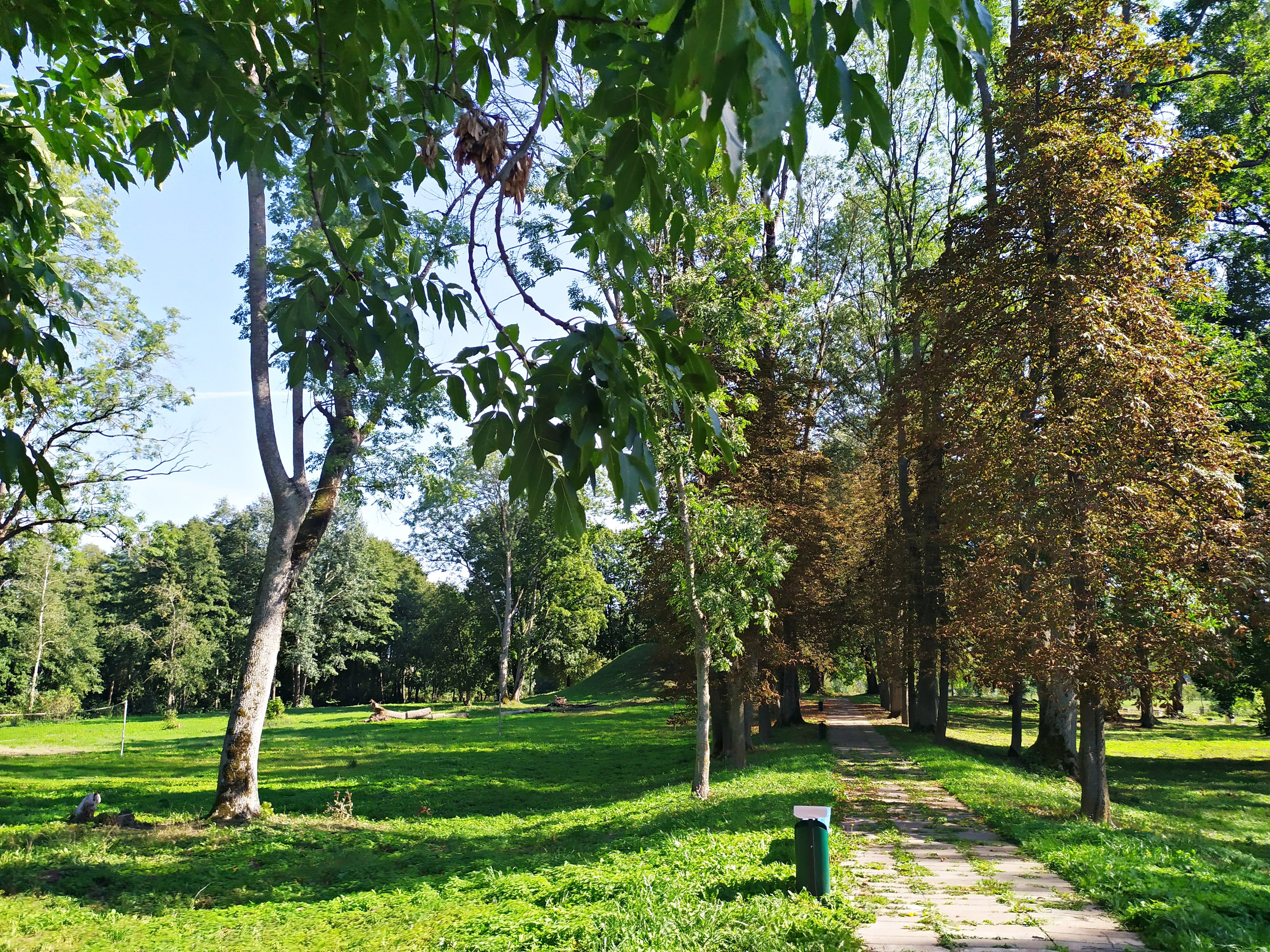
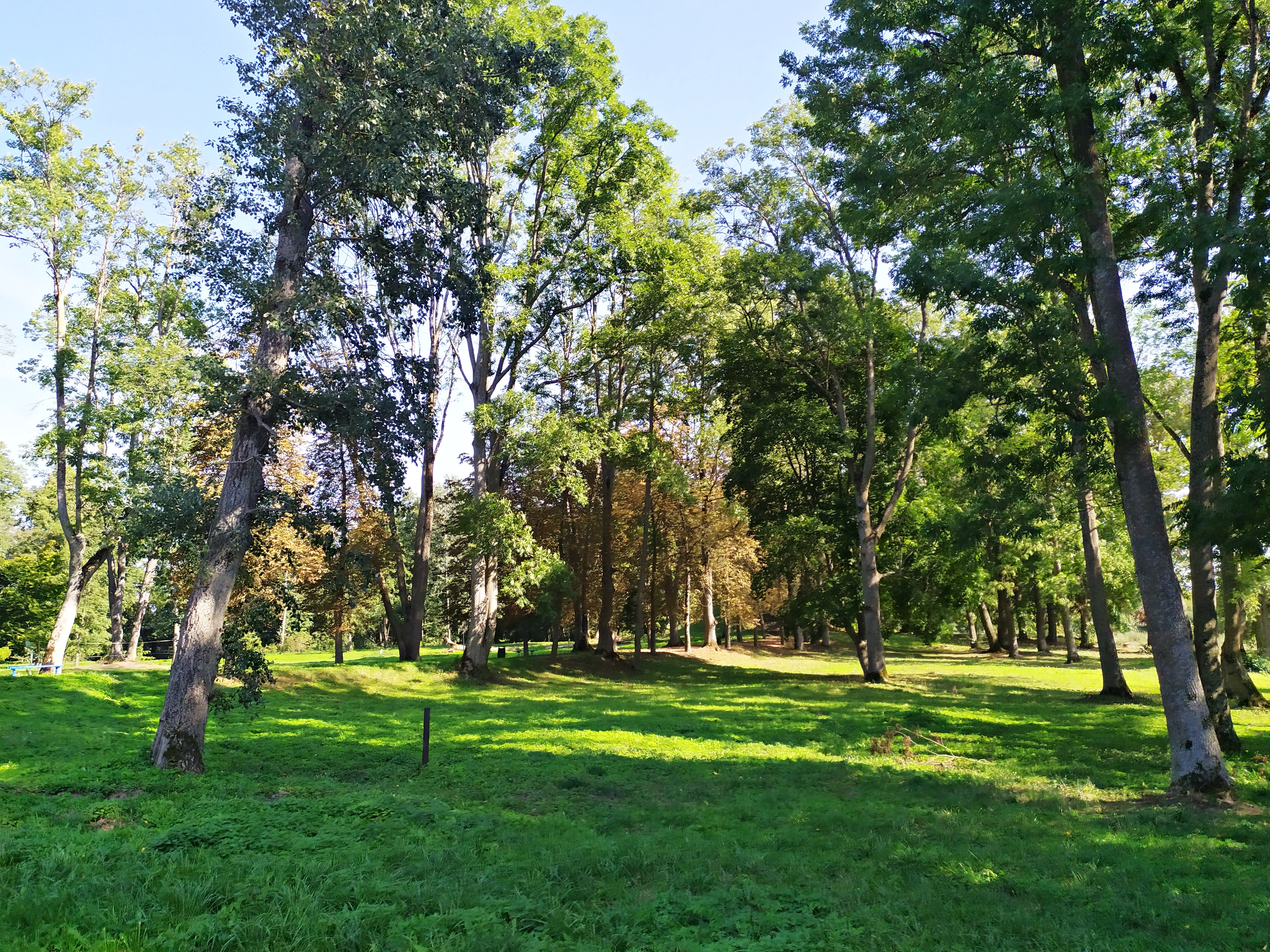
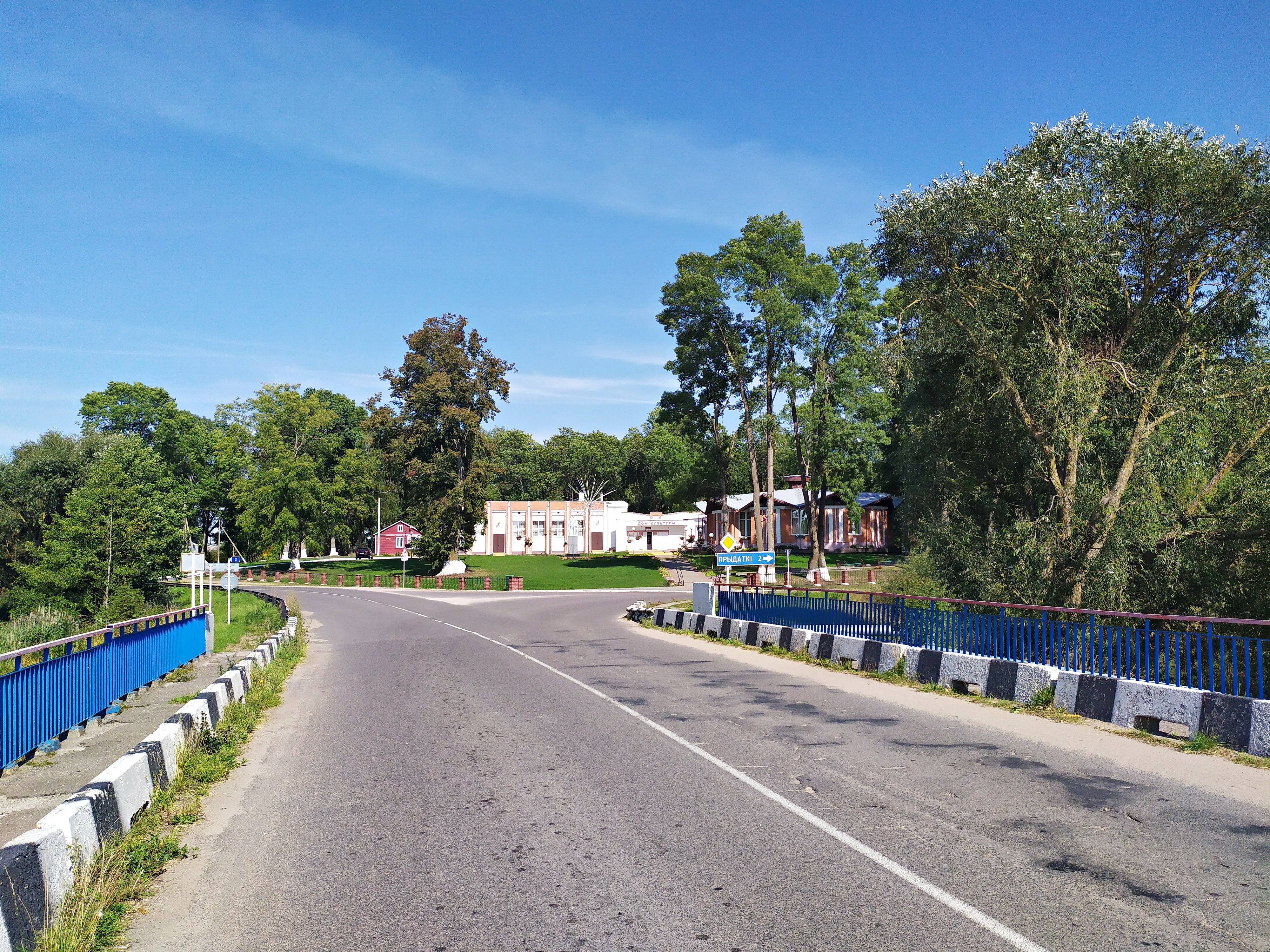
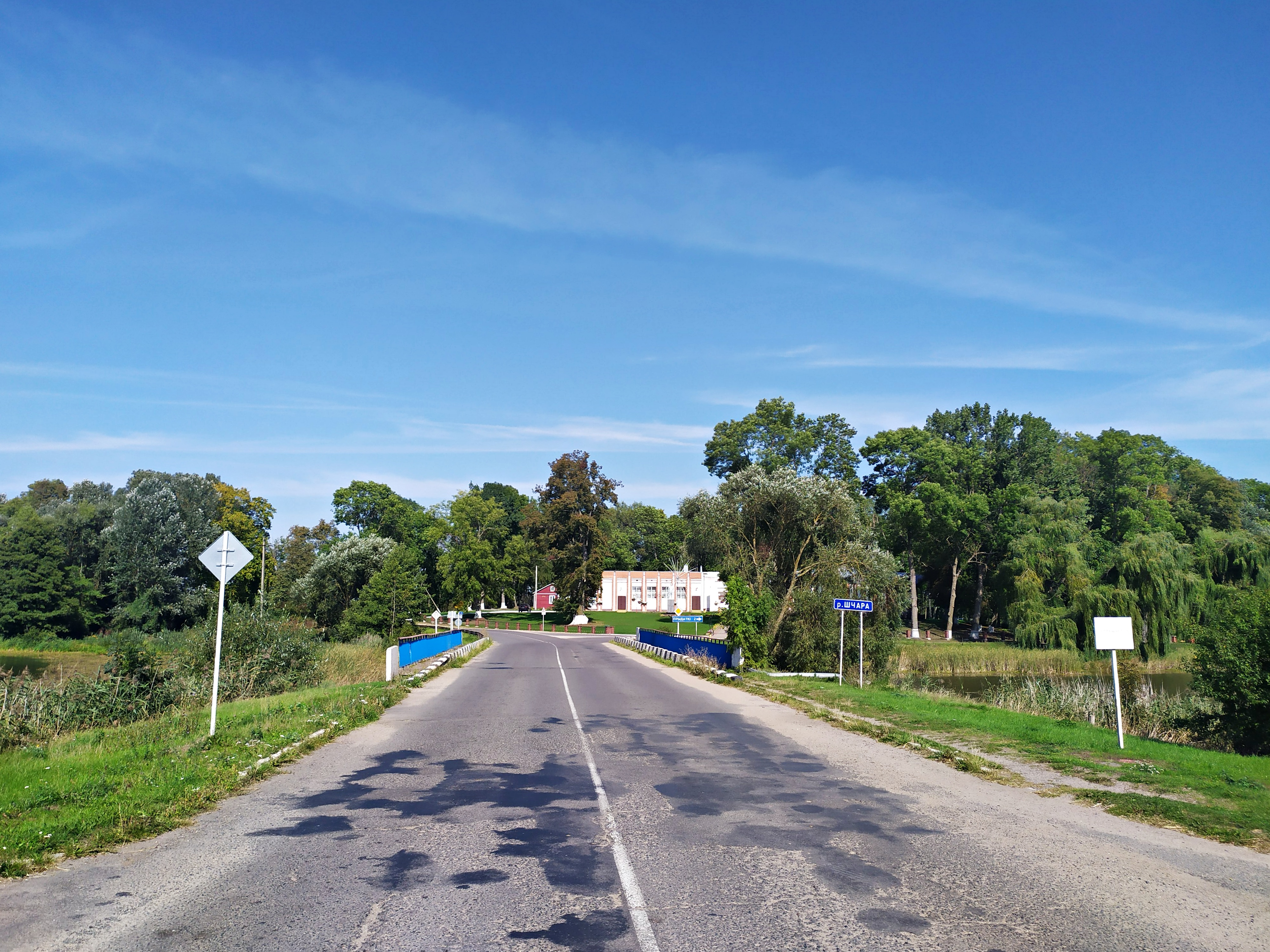
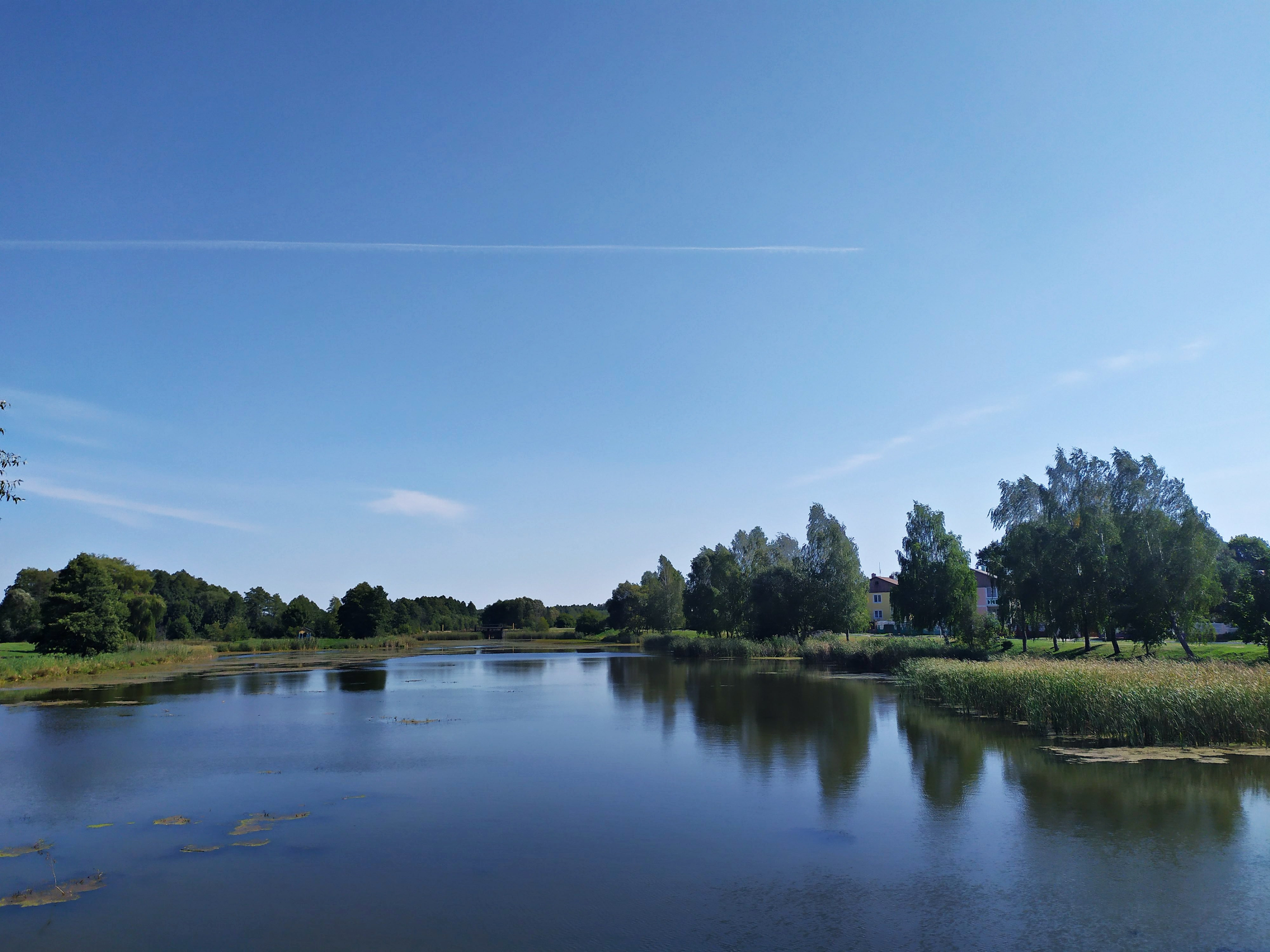
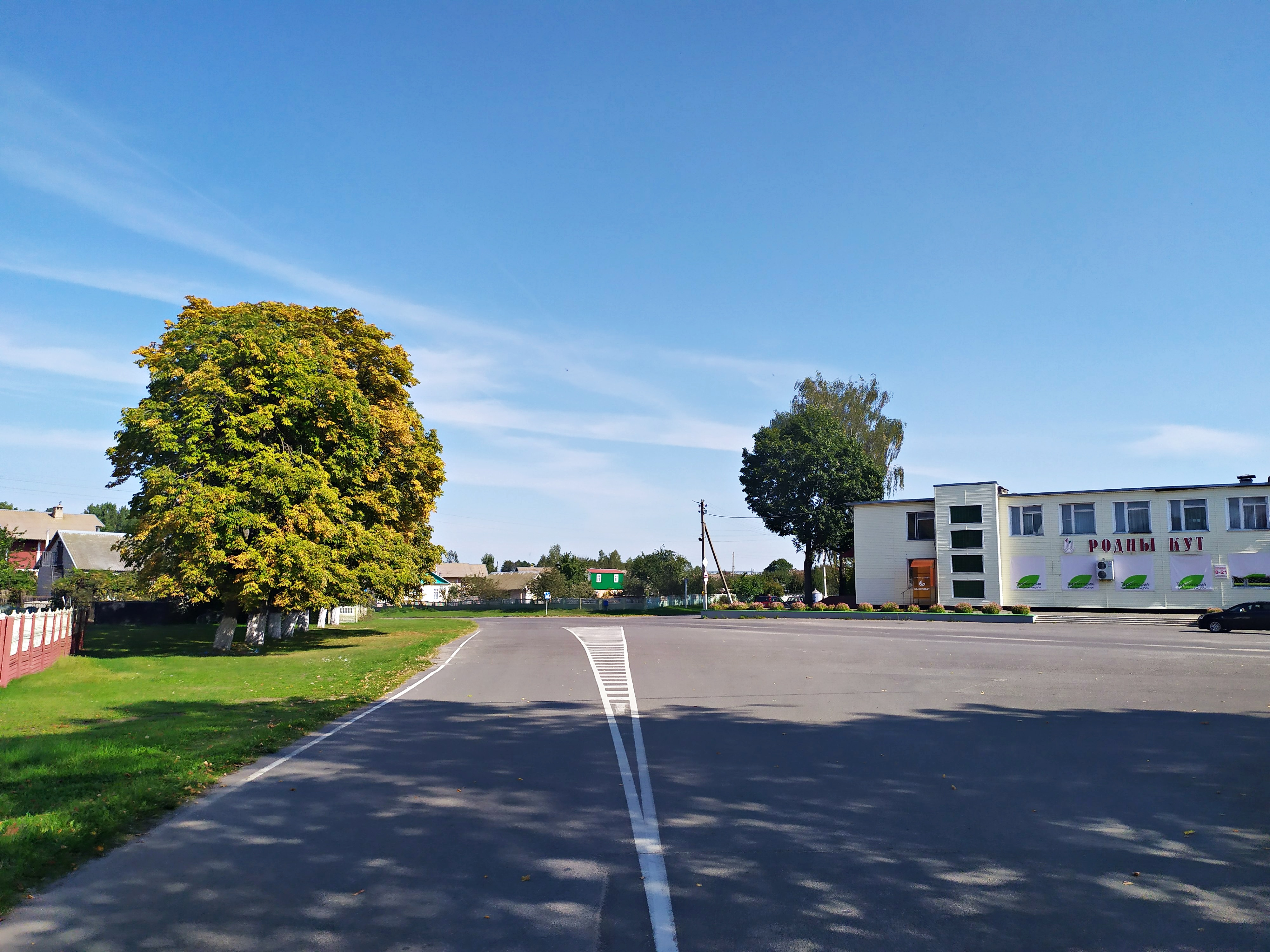
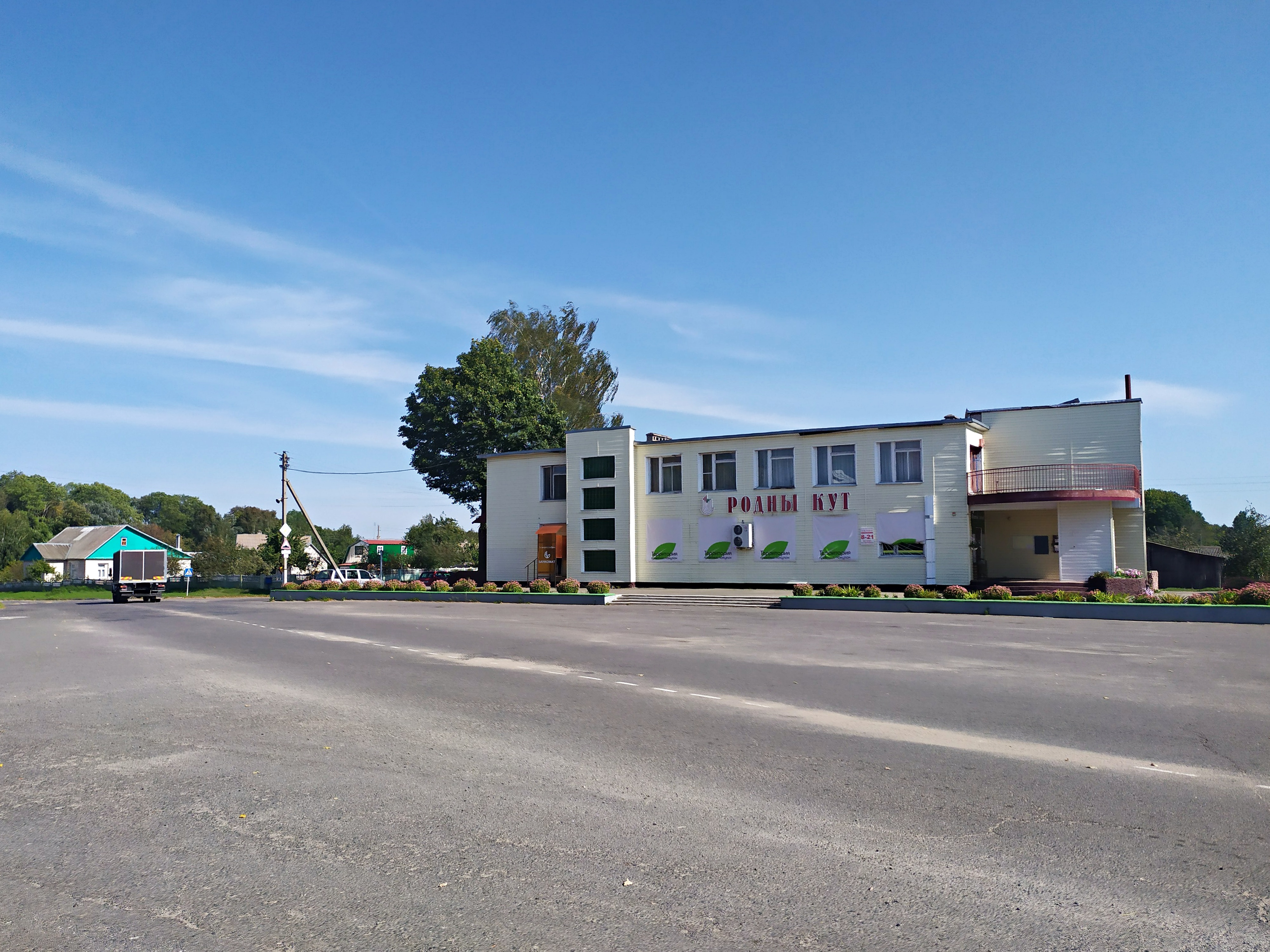
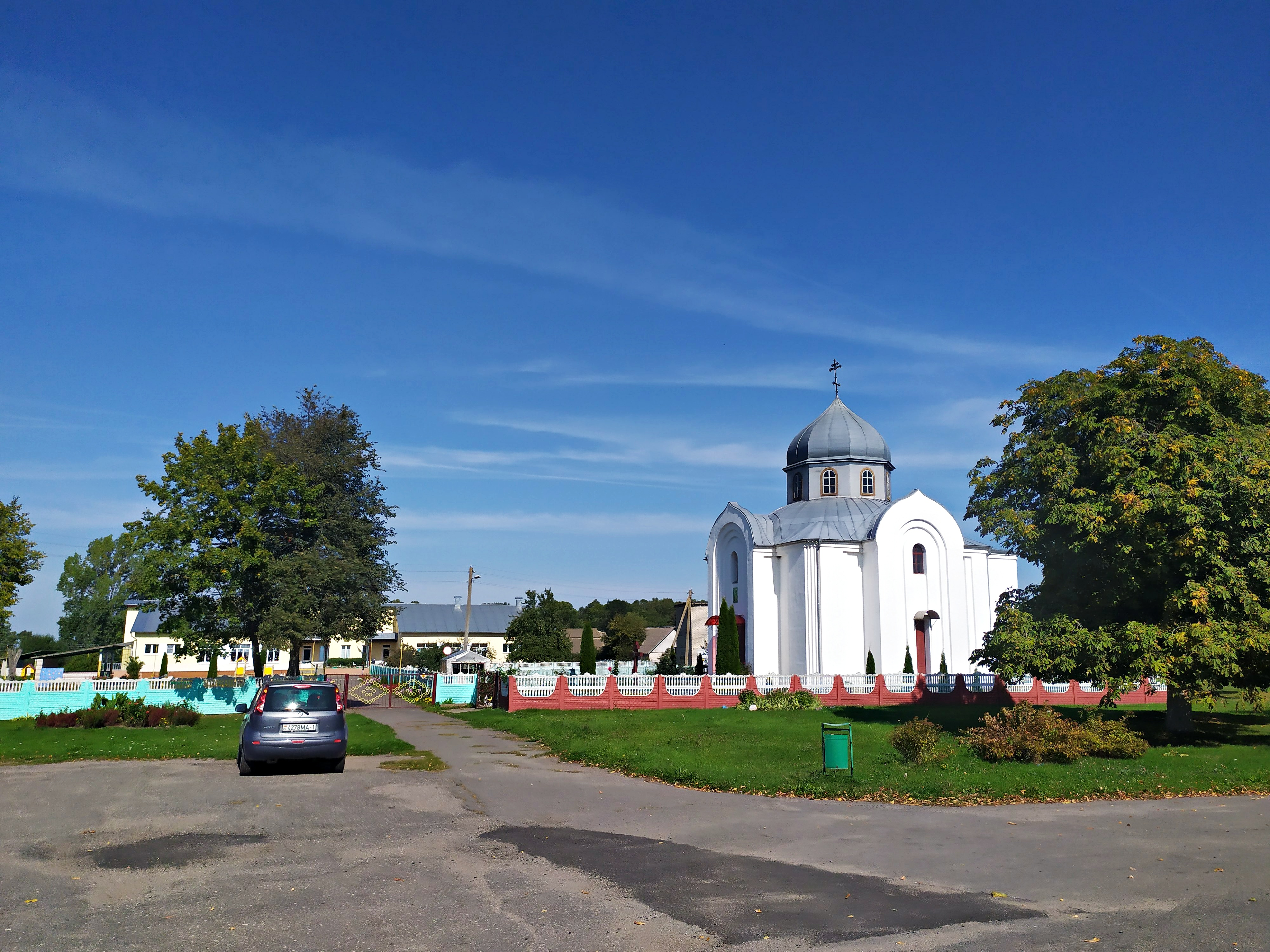
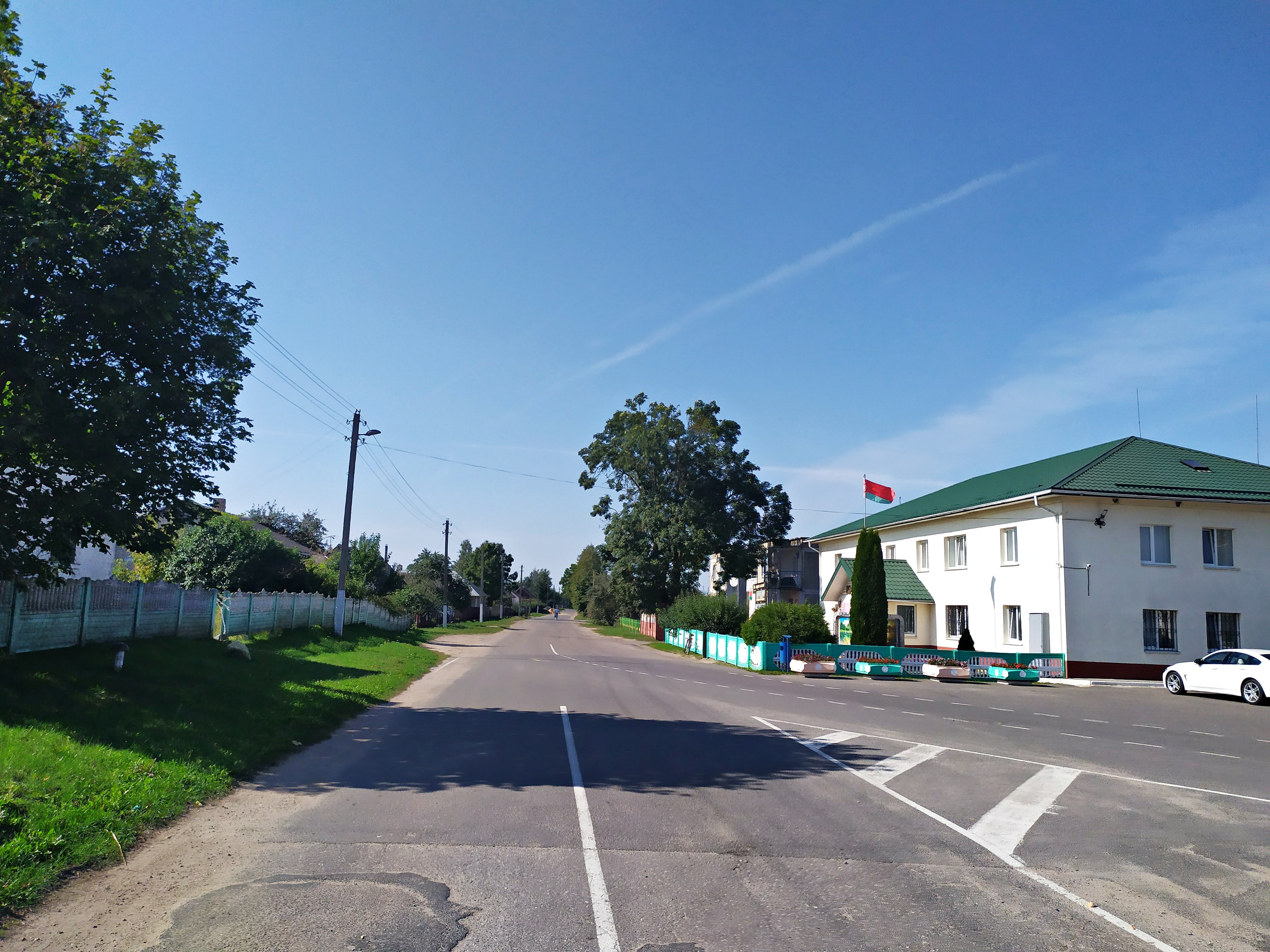

## Знаменитые лица
В Крошине родился и жил белорусский поэт Павлюк Багрим (1812—1891).